# 애덤 램버트
애덤 미첼 램버트(영어: Adam Mitchel Lambert, 1982년 1월 29일 ~ )는 미국의 가수, 작곡가, 배우이다. 램버트는 《아메리칸 아이돌》시즌 8에 출연해 준우승을 하면서 유명해졌다. 그로부터 몇 년뒤 발매한 데뷔 앨범 《For Your Entertainment》는 빌보드 200 3위에 랭크되었다. 앨범의 싱글 〈Whataya Want from Me〉로 그래미상 최우수 남자 팝 보컬 퍼포먼스 후보로 지명되었다.
2012년에는 두 번째 정규 앨범 《Trespassing》을 발매해 빌보드 200 1위에 랭크되었다. 이로써 램버트는 빌보드 200 정상을 차지한 첫 게이 음악가가 되었다. 2015년에는 세 번째 정규 앨범 《The Original High》를 발매, 빌보드 200 3위에 올랐다. 현재까지 램버트는 세계적으로 250만 장의 앨범 판매와 500만 건의 싱글 판매량을 기록하고 있다.

## 음반 목록
- 《For Your Entertainment》 (2009)
- 《Trespassing》 (2012)
- 《The Original High》 (2015)
- 《Velvet》 (2020)